# بریزاند
بریزاند (به هلندی: Breezand) یک منطقهٔ مسکونی در هلند است که در فیره (هلند) واقع شده‌است. بریزاند ۳۰ نفر جمعیت دارد.